# WWF Canadian Championship
Le WWF Canadian Championship était un championnat canadien de catch organisé par la WWF (actuelle WWE). Il a été mis en place en août 1985 et s'est arrête le 22 janvier 1986. L'unique champion a été Dino Bravo.

## Historique du titre

### Historique des règnes
| # | Championne | Fois | Jours | Date de victoire | Lieu     | Commentaires |
| - | ---------- | ---- | ----- | ---------------- | -------- | --- |
| 1 | Dino Bravo | 1    | 158   | 18 août 1985     | Montréal | À la suite du rachat par la WWF de plusieurs promotions Canadiennes, Dino Bravo rejoint la WWF et est déclaré WWF Canadian Champion. |
| / | Vacant     | /    | -     | 22 janvier 1986  | -        | Le titre est désactivé à la suite du départ de Dino Bravo de la WWF.                                                                 |

## Règnes combinés
| Rang | Catcheur   | Nombre de règnes | Durée des règnes combinés |
| ---- | ---------- | ---------------- | ------------------------- |
| 1.   | Dino Bravo | 1                | 158                       |